# Portugal FC
Portugal FC is een Canadese voetbalclub uit Toronto.
De club werd opgericht in 2001 als Toronto Supra en veranderd in 2006 zijn naam in Toronto Portuguese Supra en erkende daarmee zijn banden met de Portugese gemeenschap in de stad. In 2008 werd de naam veranderd in Portugal FC.